# Don't Let It Go to Your Head
Don't Let It Go to Your Head è un brano musicale della cantante canadese Fefe Dobson, estratto come primo singolo dall'album Sunday Love.

## Tracce
1. Don't Let It Go to Your Head – 4:02